# Johann Jakob Heckel
Johann Jakob Heckel (23. ledna 1790, Mannheim – 1. března 1857, Vídeň) byl rakouský zoolog a ichtyolog.

## Životopis
Po studiu ekonomie se věnoval přírodním vědám se zaměřením na botaniku a ornitologii. Byl uznáván jako dobrý kreslič a preparátor. Později se specializoval na ryby. Spolupracoval s významnými ichtyology své doby, jako byli Georges Cuvier, Achille Valenciennes a Charles Lucien Jules Laurent Bonaparte.
Známá je jeho práce na sbírce Johanna Natterera pořízené v Brazílii.
Heckel zemřel na bakteriální infekci, kterou se nakazil při záchraně velrybí kostry.

## Dílo
- Heckel/Kner: Die Süßwasserfische der österreichischen Monarchie, 1858